# Clair Cameron Patterson
Clair Cameron Patterson (født 2. juni, 1922 i Mitchellville, død 5. december, 1995) var en amerikansk geokemiker.
Patterson studerede på Grinnell College, blev senere Ph.D. fra University of Chicago og brugte hele sin professionelle karriere på California Institute of Technology (Caltech).
I samarbejde med George Tilton (en) udviklede Patterson uran-bly-dateringsmetoden (en) til bly-bly-datering (en). Ved at bruge blys isotopdata fra Canyon Diablo meteoritten (en) beregnede han jordens alder til 4,55 milliarder år, hvilket var langt mere præcis end andre beregninger der fandtes på dette tidspunkt, og som er et tal, som ikke har ændret sig meget siden 1956.
Patterson oplevede blyforgiftning første gang som studerende på University of Chicago i 1940'erne. Hans arbejde ledte til en total revolution af industriel blyforgiftning i atmosfæren og menneskekroppen, og hans efterfølgende kampagne for at forbyde brug af tetraetylbly i benzin og blåloddemetal i konservesdåse.